# Budget de l'État français en 2022
Le budget de l'État français pour 2022 fixe les recettes et les dépenses prévues pour l'année 2022.

## Historique
La loi de financement de la sécurité sociale est promulguée le 23 décembre 2021.
La loi de finance est promulguée le 30 décembre.
Dans le contexte de la crise énergétique mondiale de 2021-2022, la loi portant mesures d'urgence pour la protection du pouvoir d'achat et une loi de finances rectificative sont promulguées le 16 août 2022.
Une seconde loi de finances rectificative est promulguée le 1er décembre.
En 2023, le projet de loi de règlement du budget et d'approbation des comptes est rejeté par l’Assemblée nationale et par le Sénat.

## Cadrage des finances publiques
Depuis le pacte budgétaire européen, le déficit public (solde de l’État + administrations de sécurité sociale + administrations publiques locales) et la dette publique font l’objet de trajectoires pluriannuelles. 
| Date | Prévision du Gouvernement | Prévision du Gouvernement | Avis HCFP |
| --- | ------------------------- | ------------------------- | --------- |
| | PIB                       | Déficit                   |           |
| janvier 2018 (LPFP) | 1,8 %                     | -0,8 %                    | [ 8 ]     |
| avril 2021 (PSTAB 2021-2027) | 4,0 %                     | -5,3%                     | [ 10 ]    |
| septembre 2021 (PLF PLFSS 2022) | 4,0 %                     | -4,8 %                    | [ 11 ]    |
| octobre 2021 (Révision PLF PLFSS 2022) | 4,0 %                     | -5,0 %                    | [ 12 ]    |
| juillet 2022 (PLFR1) | 2,5 %                     | -5,0 %                    | [ 13 ]    |
| | Réalisation               |                           |           |
| | 2,5 %                     | -4,7 %                    | [ 15 ]    |
| « PIB » : croissance du produit intérieur brut de la France en % entre 2021 et 2022. « déficit » : déficit public de la France en 2022 en % du PIB |                           |                           |           |

## Loi de finances initiale
Le budget de l'État (et de l’État seulement), les mesures fiscales et les crédits ouverts sont votés dans la loi de finances.

### Chiffres du budget promulgué
|                                                    |                                                                |                                                                                                   |                                                                                                   |                                                                                                   | Ressources | Charges  | Soldes   |  |
| -------------------------------------------------- | -------------------------------------------------------------- | ------------------------------------------------------------------------------------------------- | ------------------------------------------------------------------------------------------------- | ------------------------------------------------------------------------------------------------- | ---------- | -------- | -------- |  |
|                                                    |                                                                |                                                                                                   |                                                                                                   | Recettes fiscales brutes/dépenses brutes (a)                                                      | 418 180    | 522 515  |          |  |
|                                                    |                                                                |                                                                                                   |                                                                                                   | Remboursements et dégrèvements (-b)                                                               | −130 608   | −130 608 |          |  |
|                                                    |                                                                |                                                                                                   | Recettes fiscales nettes/dépenses nettes (c=a-b)                                                  | Recettes fiscales nettes/dépenses nettes (c=a-b)                                                  | 287 572    | 391 907  |          |  |
|                                                    |                                                                |                                                                                                   | Recettes non fiscales (d)                                                                         | Recettes non fiscales (d)                                                                         | 20 177     |          |          |  |
|                                                    |                                                                | Recettes totales nettes/dépenses nettes (e=c+d)                                                   | Recettes totales nettes/dépenses nettes (e=c+d)                                                   | Recettes totales nettes/dépenses nettes (e=c+d)                                                   | 307 749    | 391 907  |          |  |
|                                                    |                                                                | Prélèvements sur recettes au profit des collectivités territoriales et de l'Union européenne (-f) | Prélèvements sur recettes au profit des collectivités territoriales et de l'Union européenne (-f) | Prélèvements sur recettes au profit des collectivités territoriales et de l'Union européenne (-f) | −69 600    |          |          |  |
|                                                    | Budget général (g=e-f)                                         | Budget général (g=e-f)                                                                            | Budget général (g=e-f)                                                                            | Budget général (g=e-f)                                                                            | 238 149    | 391 907  | −153 758 |  |
|                                                    | Évaluation des fonds de concours et crédits correspondants (h) | Évaluation des fonds de concours et crédits correspondants (h)                                    | Évaluation des fonds de concours et crédits correspondants (h)                                    | Évaluation des fonds de concours et crédits correspondants (h)                                    | 6 281      | 6 281    |          |  |
| Budget général y compris fonds de concours (i=g+h) | Budget général y compris fonds de concours (i=g+h)             | Budget général y compris fonds de concours (i=g+h)                                                | Budget général y compris fonds de concours (i=g+h)                                                | Budget général y compris fonds de concours (i=g+h)                                                | 244 430    | 398 188  |          |  |
| Budgets annexes (j)                                | Budgets annexes (j)                                            | Budgets annexes (j)                                                                               | Budgets annexes (j)                                                                               | Budgets annexes (j)                                                                               | 2 564      | 2 549    | 15       |  |
| Comptes spéciaux (k)                               | Comptes spéciaux (k)                                           | Comptes spéciaux (k)                                                                              | Comptes spéciaux (k)                                                                              | Comptes spéciaux (k)                                                                              |            |          | −85      |  |
| Solde général (=g+j+k)                             | Solde général (=g+j+k)                                         | Solde général (=g+j+k)                                                                            | Solde général (=g+j+k)                                                                            | Solde général (=g+j+k)                                                                            |            |          | −153 828 |  |

|                                         |                                                                                   | Évaluation      |
| --------------------------------------- | --------------------------------------------------------------------------------- | --------------- |
|                                         | Impôt sur le revenu                                                               | 102 859 372 398 |
|                                         | Impôt sur les sociétés                                                            | 66 304 382 492  |
|                                         | Taxe intérieure de consommation sur les produits énergétiques                     | 20 193 686 922  |
|                                         | Taxe sur la valeur ajoutée                                                        | 164 670 723 423 |
|                                         | Autres contributions fiscales                                                     | 63 852 139 749  |
| Recettes fiscales                       | Recettes fiscales                                                                 | 417 880 304 984 |
|                                         | Dividendes et recettes assimilées                                                 | 3 701 000 000   |
|                                         | Produits de la vente de biens et services                                         | 2 699 302 757   |
|                                         | Amendes, sanctions pénalités et frais de poursuites                               | 2 251 754 622   |
|                                         | Divers                                                                            | 9 986 052 465   |
| Recettes non fiscales                   | Recettes non fiscales                                                             | 20 176 726 393  |
|                                         | Prélèvements sur les recettes de l’État au profit des collectivités territoriales | −43 241 282 114 |
|                                         | Prélèvement sur les recettes de l’État au profit de l’Union européenne            | −26 359 000 000 |
| Prélèvements sur les recettes de l’État | Prélèvements sur les recettes de l’État                                           | −69 600 282 114 |
| Fonds de concours                       | Fonds de concours                                                                 | 6 280 782 321   |

Les crédits ouverts aux ministres par la loi de finances initiale pour 2022 au titre du budget général sont répartis conformément au tableau suivant.
| Mission                                                   | Montant en euros du crédit de paiement | Ministre disposant des crédits Les missions sont décomposées de plusieurs programmes. Lorsque plusieurs ministres sont indiqués, chacun est responsable d'un programme, au sein de la mission                                              |
| --------------------------------------------------------- | -------------------------------------- | --- |
| Action et transformation publique                         |                                        | |
| Action extérieure de l'État                               | +003 058 628 529,                      | Ministre de l'Europe et des Affaires étrangères |
| Administration générale et territoriale de l'État         | +004 387 206 210,                      | Ministre de l’Intérieur |
| Agriculture, alimentation, forêt et affaires rurales      | +003 006 173 853,                      | Ministre l'Agriculture et de l'alimentation |
| Aide publique au développement                            | +005 104 952 446,                      | Ministre de l’Économie, des Finances et de la Relance, ministre de l'Europe et des Affaires étrangères |
| Anciens combattants, mémoire et liens avec la nation      | +002 084 727 494,                      | Ministre des Armées, Premier ministre |
| Cohésion des territoires                                  | +017 183 684 711,                      | Ministre de la Transition écologique, ministre de la cohésion des territoires et des relations avec les collectivités territoriales, Premier Ministre                                                                                      |
| Conseil et contrôle de l’État                             | +000753 651 216,                       | Premier ministre |
| Crédits non répartis                                      | +000547 667 000,                       | Ministre de l’Économie, des Finances et de la Relance |
| Culture                                                   | +003 460 368 047,                      | Ministre de la Culture |
| Défense                                                   | +049 560 125 681,                      | Ministre des Armées |
| Direction de l'action du Gouvernement                     | +000959 953 079,                       | Premier ministre |
| Écologie, développement et mobilité durable               | +021 248 916 288,                      | Ministre de la Transition écologique, ministre de la Mer, ministre de l’Économie, des Finances et de la Relance |
| Économie                                                  | +004 017 609 144,                      | Ministre de l’Économie, des Finances et de la Relance |
| Engagements financiers de l’État                          | +044 344 812 407,                      | Ministre de l’Économie, des Finances et de la Relance |
| Enseignement scolaire                                     | +077 791 319 907,                      | Ministre de l’Éducation nationale, de la Jeunesse et des Sports, ministre de l'Agriculture et de l'alimentation |
| Gestion des finances publiques et des ressources humaines |                                        | |
| Gestion des finances publiques                            | +009 995 044 147,                      | Ministre de l’Économie, des Finances et de la Relance |
| Immigration, asile et intégration                         | +001 896 530 707,                      | Ministre de l’Intérieur |
| Investissements d'avenir                                  | +007 003 621 863,                      | Premier ministre |
| Justice                                                   | +010 741 447 680,                      | Garde des sceaux, ministre de la Justice |
| Médias, livre et industries culturelles                   | +000675 147 989,                       | Ministre de la Culture |
| Outre-mer                                                 | +002 472 363 419,                      | Ministre de l’Intérieur |
| Plan de relance                                           | +013 005 896 116,                      | Ministre de l’Économie, des Finances et de la Relance |
| Plan d’urgence face à la crise sanitaire                  | +000200 000 000,                       | Ministre du Travail, de l’Emploi et de l’Insertion, ministre de l’Économie, des Finances et de la Relance |
| Pouvoirs publics                                          | +001 047 610 762,                      | (non géré par le Gouvernement) |
| Recherche et enseignement supérieur                       | +029 237 843 107,                      | Ministre de l'Enseignement supérieur, de la Recherche et de l'Innovation, ministre de la Transition écologique, ministre de l’Économie, des Finances et de la Relance, ministre des Armées, ministre de l'agriculture et de l'alimentation |
| Régimes sociaux et de retraite                            | +006 102 351 871,                      | Ministre de la Transition écologique, ministre de la Mer, ministre de l’Économie, des Finances et de la Relance |
| Relations avec les collectivités territoriales            | +004 348 911 497,                      | Ministre de la cohésion des territoires et des relations avec les collectivités territoriales |
| Remboursements et dégrèvements                            | +130 607 941 162,                      | Ministre de l’Économie, des Finances et de la Relance |
| Santé                                                     | +001 299 727 535,                      | Ministre des Solidarités et de la Santé |
| Sécurités                                                 | +021 563 781 551,                      | Ministre de l’Intérieur |
| Solidarité, insertion et égalité des chances              | +027 646 440 540,                      | Ministre des Solidarités et de la Santé, Premier ministre |
| Sports, jeunesse et vie associative                       | +001 722 119 357,                      | Ministre de l’Éducation nationale, de la jeunesse et des sports |
| Transformation et fonction publiques                      | +000795 001 493,                       | Ministre de l’Économie, des Finances et de la Relance, ministre de la Transformation et de la Fonction publiques |
| Travail et emploi                                         | +014 643 137 019,                      | Ministre du Travail, de l’Emploi et de l’Insertion |
| Total                                                     | +522 514 713 827,                      | |

## Loi de financement de la Sécurité sociale
La loi de financement de la Sécurité sociale fixe les prévisions de recettes, les objectifs de dépenses de la Sécurité sociale. Ce n’est pas un budget à proprement parler et cela ne fait pas partie du budget de l’État.
Pour l’année 2022, il est prévu, pour toutes branches (hors transferts entre branches), y compris Fonds de solidarité vieillesse des recettes de 497 milliards d’euros et des dépenses de 537 milliards d’euros.

## Loi de finances rectificative
Afin de faire face à la hausse de l'inflation en 2021 (en), estimée à 5,5% en moyenne pour l'année 2022, le gouvernement défend un projet de loi relatif aux mesures d'urgence pour la protection du pouvoir d'achat et un projet de budget rectificatif qui proposent et financent un paquet de réformes visant à protéger le pouvoir d'achat des Français. Face à la hausse des prix du carburant, le gouvernement projette de prolonger la remise de carburant avant que celle-ci ne devienne dégressive dans le temps. Il est également prévu que les pensions de retraite et d’invalidité des régimes de base, le revenu de solidarité active, l'allocation aux adultes handicapés et l'allocation de solidarité aux personnes âgées soient revalorisées de 4%. Le gouvernement souhaite également le triplement de la « prime Macron » (prime exceptionnelle de pouvoir d’achat défiscalisée et désocialisée), ainsi que le versement à 9 millions de Français d'un chèque alimentaire de 100 euros, plus 50 euros par enfant à charge. Le projet de finances rectificatives pour 2022 prévoit également la suppression de la redevance audiovisuelle et la distribution d'une « indemnité carburant travailleur ». 20 milliards d'euros sont prévus pour financer les mesures défendues dans ces projets de lois, dont 4,6 milliards d'euros pour limiter la hausse du prix de l'énergie, par le plafonnement des hausses du prix de l'électricité à 4% et le gel des prix du gaz aux prix d'octobre 2021 pour l'année 2022.
La Commission des Affaires sociales, saisie au fond, nomme Charlotte Parmentier-Lecocq rapporteure du projet de loi et Stéphane Viry rapporteur sur la mise en application de la future loi.
En séance publique, les députés votent à la quasi-unanimité la « déconjugalisation » de l'allocation aux adultes handicapés, refusée par la majorité lors de la précédente législature. Les quelques amendements proposés par l'opposition soutenus par le gouvernement sont issus du groupe Les Républicains. La disposition du projet de loi introduisant la mise en place d'un méthanier flottant pour importer du gaz, notamment du gaz de schiste américain, est qualifiée de "suicidaire" par Delphine Batho (ÉCO). Un amendement déposé par Julien Bayou (ÉCO) qui permet l'utilisation d'huile usagée comme carburant est adopté avec l'avis favorable du gouvernement. Finalement, le projet de loi est adopté en première lecture par l'Assemblée nationale par 341 voix pour contre 116 et 21 abstentions. La majorité a pu compter sur les voix des groupes Rassemblement national, Les Républicains et Libertés, indépendants, outre-mer et territoires. Le projet de loi relatif aux mesures d'urgence pour la protection du pouvoir d'achat est transmis au Sénat le 22 juillet 2022.

## Comptes de l'Etat
Les recettes sont supérieures de 43 milliards d’euros par rapport à la prévision, notamment grâce à la très forte croissance du bénéfice fiscal des entreprises entre 2020 et 2021 qui a eu un impact positif sur les recettes d’impôt sur les sociétés en 2022.
|                                                    |                                                    |                                                                                                   |                                                                                                   |                                                                                                   | Recettes | Dépenses | Soldes   |  |
| -------------------------------------------------- | -------------------------------------------------- | ------------------------------------------------------------------------------------------------- | ------------------------------------------------------------------------------------------------- | ------------------------------------------------------------------------------------------------- | -------- | -------- | -------- |  |
|                                                    |                                                    |                                                                                                   |                                                                                                   | Recettes fiscales brutes/dépenses brutes (a)                                                      | 456 048  | 570 929  |          |  |
|                                                    |                                                    |                                                                                                   |                                                                                                   | Remboursements et dégrèvements (-b)                                                               | 132 765  | 132 765  |          |  |
|                                                    |                                                    |                                                                                                   | Recettes fiscales nettes/dépenses nettes (c=a-b)                                                  | Recettes fiscales nettes/dépenses nettes (c=a-b)                                                  | 323 283  | 438 164  |          |  |
|                                                    |                                                    |                                                                                                   | Recettes non fiscales (d)                                                                         | Recettes non fiscales (d)                                                                         | 23 948   |          |          |  |
|                                                    |                                                    | Recettes totales nettes/dépenses nettes (e=c+d)                                                   | Recettes totales nettes/dépenses nettes (e=c+d)                                                   | Recettes totales nettes/dépenses nettes (e=c+d)                                                   | 347 232  | 438 164  |          |  |
|                                                    |                                                    | Prélèvements sur recettes au profit des collectivités territoriales et de l'Union européenne (-f) | Prélèvements sur recettes au profit des collectivités territoriales et de l'Union européenne (-f) | Prélèvements sur recettes au profit des collectivités territoriales et de l'Union européenne (-f) | 67 263   |          |          |  |
|                                                    | Budget général (g=e-f)                             | Budget général (g=e-f)                                                                            | Budget général (g=e-f)                                                                            | Budget général (g=e-f)                                                                            | 279 968  | 438 164  |          |  |
|                                                    | Fonds de concours (h)                              | Fonds de concours (h)                                                                             | Fonds de concours (h)                                                                             | Fonds de concours (h)                                                                             | 7 507    | 7 507    |          |  |
| Budget général y compris fonds de concours (i=g+h) | Budget général y compris fonds de concours (i=g+h) | Budget général y compris fonds de concours (i=g+h)                                                | Budget général y compris fonds de concours (i=g+h)                                                | Budget général y compris fonds de concours (i=g+h)                                                | 287 476  | 445 671  | −158 195 |  |
| Budgets annexes (j)                                | Budgets annexes (j)                                | Budgets annexes (j)                                                                               | Budgets annexes (j)                                                                               | Budgets annexes (j)                                                                               | 2 544    | 2 571    | 27       |  |
| Comptes spéciaux (k)                               | Comptes spéciaux (k)                               | Comptes spéciaux (k)                                                                              | Comptes spéciaux (k)                                                                              | Comptes spéciaux (k)                                                                              |          |          | 6 726    |  |
| Solde général (=i+j+k)                             | Solde général (=i+j+k)                             | Solde général (=i+j+k)                                                                            | Solde général (=i+j+k)                                                                            | Solde général (=i+j+k)                                                                            |          |          | −151 441 |  |

## Votes du Parlement
| Position                                                                              | Groupe                                                                                | Groupe                                                                                | Groupe                                                                                | Groupe                                                                                | Groupe                                                                                | Groupe                                                                                | Groupe                                                                                | Groupe                                                                                | Groupe                                                                                | Groupe                                                                                | NI                                                                                    | Total  |
| Position                                                                              | GDR                                                                                   | LFI                                                                                   | ÉCO                                                                                   | SOC                                                                                   | RE                                                                                    | DEM                                                                                   | HOR                                                                                   | LIOT                                                                                  | LR                                                                                    | RN                                                                                    | NI                                                                                    | Total  |
| ------------------------------------------------------------------------------------- | ------------------------------------------------------------------------------------- | ------------------------------------------------------------------------------------- | ------------------------------------------------------------------------------------- | ------------------------------------------------------------------------------------- | ------------------------------------------------------------------------------------- | ------------------------------------------------------------------------------------- | ------------------------------------------------------------------------------------- | ------------------------------------------------------------------------------------- | ------------------------------------------------------------------------------------- | ------------------------------------------------------------------------------------- | ------------------------------------------------------------------------------------- | ------ |
| Position                                                                              |                                                                                       |                                                                                       |                                                                                       |                                                                                       |                                                                                       |                                                                                       |                                                                                       |                                                                                       |                                                                                       |                                                                                       | NI                                                                                    | Total  |
| POUR                                                                                  | 0                                                                                     | 0                                                                                     | 0                                                                                     | 0                                                                                     | 136                                                                                   | 37                                                                                    | 26                                                                                    | 5                                                                                     | 54                                                                                    | 78                                                                                    | 5                                                                                     | 341    |
| CONTRE                                                                                | 18                                                                                    | 74                                                                                    | 21                                                                                    | 3                                                                                     | 0                                                                                     | 0                                                                                     | 0                                                                                     | 0                                                                                     | 0                                                                                     | 0                                                                                     | 0                                                                                     | 116    |
| ABSTENTION                                                                            | 4                                                                                     | 0                                                                                     | 0                                                                                     | 17                                                                                    | 17                                                                                    | 4                                                                                     | 2                                                                                     | 0                                                                                     | 0                                                                                     | 0                                                                                     | 0                                                                                     | 21     |
| Nombre de votants : 478 — Nombre de suffrages exprimés : 457 — Majorité absolue : 229 | Nombre de votants : 478 — Nombre de suffrages exprimés : 457 — Majorité absolue : 229 | Nombre de votants : 478 — Nombre de suffrages exprimés : 457 — Majorité absolue : 229 | Nombre de votants : 478 — Nombre de suffrages exprimés : 457 — Majorité absolue : 229 | Nombre de votants : 478 — Nombre de suffrages exprimés : 457 — Majorité absolue : 229 | Nombre de votants : 478 — Nombre de suffrages exprimés : 457 — Majorité absolue : 229 | Nombre de votants : 478 — Nombre de suffrages exprimés : 457 — Majorité absolue : 229 | Nombre de votants : 478 — Nombre de suffrages exprimés : 457 — Majorité absolue : 229 | Nombre de votants : 478 — Nombre de suffrages exprimés : 457 — Majorité absolue : 229 | Nombre de votants : 478 — Nombre de suffrages exprimés : 457 — Majorité absolue : 229 | Nombre de votants : 478 — Nombre de suffrages exprimés : 457 — Majorité absolue : 229 | Nombre de votants : 478 — Nombre de suffrages exprimés : 457 — Majorité absolue : 229 | Adopté |